# حمدي الكيال
حمدي الكيال فنان تشكيلي ولد بمحافظه الإسكندرية بمصر عام 1939. حصل علي دبلوم الخطوط العربية والزخرفة، وحصل على جائزة محمد إبراهيم للخط العربى.

## حياته
ولد لأسرة متوسطة في 1 مايو 1939 بحي محرم بك بالأسكندريه ولديه اربعه اخوه توفي والده وهو في سن الخامسة عشر فقام بممارسه هوايه الرسم لجني المال لمساعده اخيه الأكبر في الإنفاق علي الأسرة.

## أهم معارضه وأعماله
- اقام أول عمل فني في سن 14 سنه وكان تمثال للرئيس الراحل محمد نجيب عام 1952.
- وله لوحتان من أعماله في الصين بناء علي طلب الملحق الثقافي الصيني في بينالي الإسكندرية عام 1955 وهما لوحتان للزعيم ماوتسي تونج والرئيس الراحل جمال عبد الناصر.
- شهد له عميد كليه الفنون الجميلة المثال احمد عثمان علي قوه تعبيره في تصميماته وخبرته المبكره في الحفر اليدوي عام 1957.
- اقام أول معرض في الوطن العربي يجسد حياه أحد الفنانين المصرين وهو معرض عن الفنان نجيب الريحاني عام 1964 .
- اقام معرض عن شيخ الخطاطين محمد إبراهيم بعد وفاته بمعهد جوته الألماني عام 1969.
- اهدى الرئيس الامريكى نيكسون لوحة نحاسية مذهبة تحمل عبارة السلام بعد حرب أكتوبر 1973 فارسل له مكتب رثيس الولايات المتحدة خطاب شكر وتقدير لهذا العمل الفنى.
- قام برسم لوحة للملك فيصل مطعمه بالذهب والفضة ويتوسطها صوره الملك فيصل بالألوان الزيتية لما قدمه لمصر من مساعدات اثناء حرب أكتوبر وقدمها له بقصر رأس التين وكان أول فنان يتناول الغذاء بالقاعة الملكية.
- كتبت عنه الصحف المصرية والسعودية والكويتيه والعراقية والانجلزيه والفرنسيه والألمانيه والأمريكيه عن لوحاته المميزة.
- سافر الي دوله الكويت وعمل بالصحافة لمده 4 سنوات.
- اقامت دار الاوبرا المصرية احتفاليه ميلاد نجيب الريحاني وعرض فيها المعرض الثالث بريشه الفنان حمدي الكيال في 21 يناير 2011.